# Gare d'Epfig
La gare d'Epfig est une gare ferroviaire française de la ligne de Sélestat à Saverne  située sur le territoire de la commune d'Epfig dans le département du Bas-Rhin en région Grand Est.
C'est une halte voyageurs de la Société nationale des chemins de fer français (SNCF) du réseau TER Grand Est, desservie par des trains express régionaux.

## Situation ferroviaire
Établie à 221 mètres d'altitude, la gare d'Epfig est située au point kilométrique (PK) 12,510 de la ligne de Sélestat à Saverne entre les gares de Dambach-la-Ville et d'Eichhoffen.

## Histoire
La section de Sélestat à Barr de la ligne de Sélestat à Saverne est mise en service le 1er août 1877 par la Direction générale impériale des chemins de fer d'Alsace-Lorraine.

## Fréquentation
De 2015 à 2024, selon les estimations de la SNCF, la fréquentation annuelle de la gare s'élève aux nombres indiqués dans le tableau ci-dessous.
| Année     | 2015   | 2016   | 2017   | 2018   | 2019   | 2020   | 2021   | 2022   | 2023   | 2024   |
| --------- | ------ | ------ | ------ | ------ | ------ | ------ | ------ | ------ | ------ | ------ |
| Voyageurs | 30 750 | 26 404 | 24 355 | 22 409 | 26 024 | 21 334 | 26 908 | 37 423 | 44 354 | 45 765 |

## Service des voyageurs

### Accueil
Halte SNCF, c'est un point d'arrêt non géré (PANG) à accès libre. Elle est équipée d'automates pour l'achat de titres de transport.

### Desserte
Epfig est une halte voyageurs SNCF du réseau TER Grand Est desservie par des trains express régionaux de la relation Strasbourg - Obernai - Barr - Sélestat.

### Intermodalité
Un parc pour les vélos et un parking pour les véhicules y sont aménagés.

## Patrimoine ferroviaire
Le bâtiment voyageurs, reconverti en immeuble particulier, appartient à un plan type standard de la Direction des chemins de fer d'Alsace-Lorraine. Dans son état originel, il se compose d'un bâtiment d'un étage à trois ouvertures au toit à deux versants et d'une halle à marchandises en bois. Une construction à la façade en grès similaire à celle du bâtiment principal et doté d'une cage d'escalier vitrée a remplacé la halle à marchandises.